# Euphorbia stricta
Euphorbia stricta es una especie fanerógama perteneciente a la familia de las euforbiáceas. Es endémica de Europa.

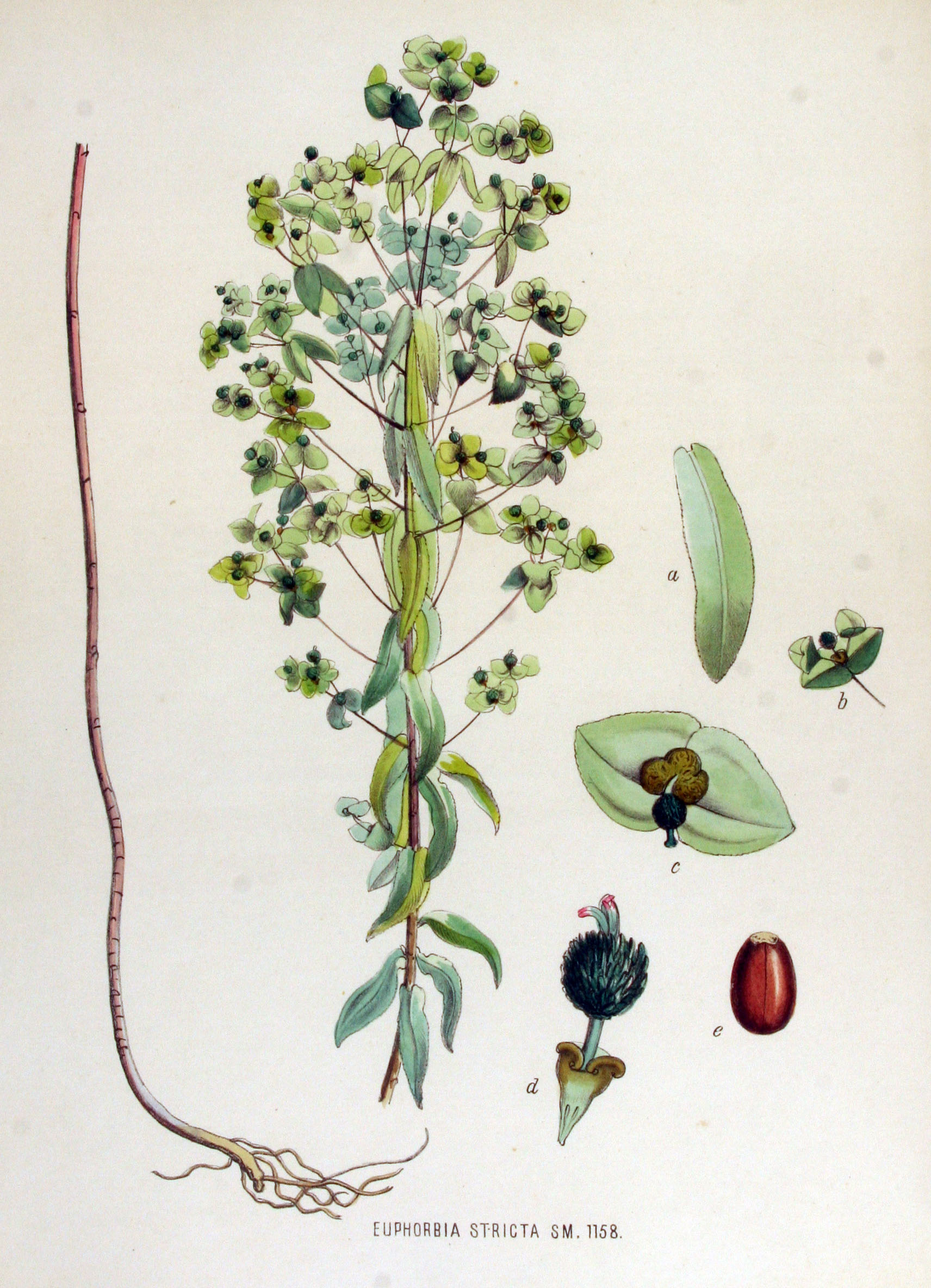
Ilustración

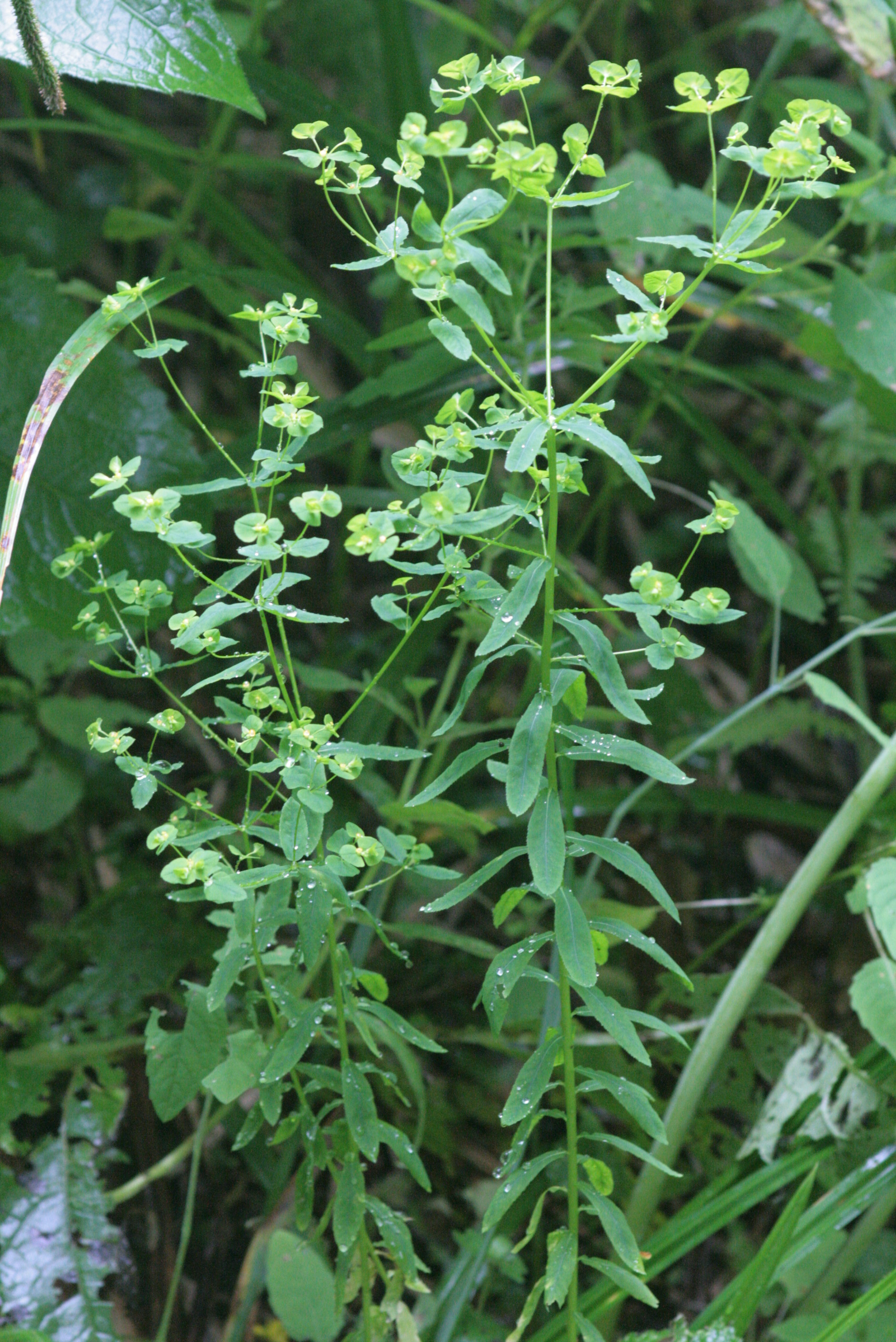
Vista de la planta

## Descripción
Euphorbia stricta es una hierba anual que alcanza un tamaño de 1 m de altura, siempre glabra. Los tallos son a menudo rojizos con típicamente cuatro y cincuenta y seis rayos axilares en la parte superior. Las hojas son oblongo-lanceoladas, finamente dentadas y subsésiles. Las flores están en pequeños grupos que consisten de un ciato. La flor masculina se compone de un solo estambre desnuda en su pedúnculo (para que se vea como un articulado filamento), la flor femenina consiste en una trilocular (3-válvula) ovario desnudo, sobre un pedúnculo que normalmente se alarga en la fruta. El fruto es una cápsula dehiscente de 3 lóbulos, de hasta 2,5 mm de diámetro y está cubierto de verrugas cilíndricas o tubérculos. Las semillas son lisas y de color marrón rojizo.

## Distribución
El tártago vertical se encuentra en todo el sur de Europa, llegando por el norte hasta el sur del Reino Unido, Países Bajos y Polonia, y por el este hasta el Cáucaso. También se ha naturalizado en Nueva Zelanda.

## Hábitat
Se encuentra en los bordes de caminos, al lado de arroyos y acequias, en áreas verdes húmedas, entre las rocas en zonas de piedra caliza y arenisca. Desde el nivel del mar hasta 1.200 metros.

## Propiedades
El látex pueden irritar gravemente la piel, causando dermatitis aguda y es venenosa si se consume. El contacto con los ojos debe ser evitado. Las semillas pueden tener una acción purgante drástica.

## Taxonomía
Euphorbia stricta fue descrita por Carlos Linneo y publicado en Systema Naturae, Editio Decima 2: 1049. 1759.
Citología
Número de cromosomas de Euphorbia stricta (Fam. Euphorbiaceae) y táxones infraespecíficos: 2n=28
Etimología
Euphorbia: nombre genérico que deriva del médico griego del rey Juba II de Mauritania (52 a 50 a. C. - 23), Euphorbus, en su honor – o en alusión a su gran vientre –  ya que usaba médicamente Euphorbia resinifera. En 1753 Carlos Linneo asignó el nombre a todo el género.
stricta: epíteto latino que significa "vertical".
Sinonimia
- Euphorbia foetida Hoppe ex W.D.J.Koch
- Euphorbia micrantha Stephan ex Willd.
- Euphorbia platyphyllos var. serrulata (Thuill.) Pers.
- Euphorbia platyphyllos var. stricta (L.) Fiori
- Euphorbia serrulata Thuill.
- Euphorbia stricta subsp. micrantha (Stephan ex Willd.) Nyman
- Euphorbia stricta f. pubescens (Erdner) Oudejans
- Euphorbia stricta var. pubescens Erdner
- Galarhoeus micranthus (Stephan ex Willd.) Haw.
- Galarhoeus strictus (L.) Haw.
- Tithymalus micranthus (Stephan ex Willd.) Raf.
- Tithymalus serrulatus (Thuill.) Holub
- Tithymalus strictus (L.) Klotzsch & Garcke[7]